# 浸潤 (醫學)
浸润是指外来物质在组织或细胞中扩散或积累，而且外来物质的量超出了正常量。那些组织或细胞中的外來物质被称为渗透物。例如癌细胞擴散至血管、類澱粉蛋白的沉积、白细胞从血液擴散到其他组织、组织中淋巴细胞数量超过正常水平都是浸潤。